# Kroatisch curlingteam (mannen)
Het Kroatisch curlingteam vertegenwoordigt Kroatië in internationale curlingwedstrijden.

## Geschiedenis
Kroatië nam voor het eerst deel aan een groot toernooi tijdens het Europees kampioenschap van 2005 in het Duitse Garmisch-Partenkirchen. Kroatië trad aan in de B-divisie. Dit eerste toernooi werd geen onverdeeld succes: Kroatië verloor al zijn acht wedstrijden. Daarna ging het geleidelijk beter met het Kroatische curlingteam, dat elk jaar wel een paar wedstrijden kon winnen. Promotie naar de A-divisie zat er evenwel nog nooit in. In 2010 en 2011 ging het weer bergaf met Kroatië: het kon twee jaar lang geen wedstrijden winnen.
2012 was het jaar van de opflakkering. Na in 2011 te zijn gedegradeerd naar de C-divisie, promoveerden de Kroaten meteen opnieuw naar de B-groep. Daar kon het team voor het eerst meer wedstrijden winnen dan verliezen. De zestiende plek was meteen de beste Kroatische prestatie ooit op een EK. In 2015 degradeerden de Kroaten echter terug naar de C-divisie, waarin ze sedertdien uitkomen.

## Kroatië op het Europees kampioenschap
| Jaar | Plaats        | Skip          | WG            | W             | V             | PV            | PT            |
| ---- | ------------- | ------------- | ------------- | ------------- | ------------- | ------------- | ------------- |
| 1991 | Geen deelname | Geen deelname | Geen deelname | Geen deelname | Geen deelname | Geen deelname | Geen deelname |
| 1992 | Geen deelname | Geen deelname | Geen deelname | Geen deelname | Geen deelname | Geen deelname | Geen deelname |
| 1993 | Geen deelname | Geen deelname | Geen deelname | Geen deelname | Geen deelname | Geen deelname | Geen deelname |
| 1994 | Geen deelname | Geen deelname | Geen deelname | Geen deelname | Geen deelname | Geen deelname | Geen deelname |
| 1995 | Geen deelname | Geen deelname | Geen deelname | Geen deelname | Geen deelname | Geen deelname | Geen deelname |
| 1996 | Geen deelname | Geen deelname | Geen deelname | Geen deelname | Geen deelname | Geen deelname | Geen deelname |
| 1997 | Geen deelname | Geen deelname | Geen deelname | Geen deelname | Geen deelname | Geen deelname | Geen deelname |
| 1998 | Geen deelname | Geen deelname | Geen deelname | Geen deelname | Geen deelname | Geen deelname | Geen deelname |
| 1999 | Geen deelname | Geen deelname | Geen deelname | Geen deelname | Geen deelname | Geen deelname | Geen deelname |
| 2000 | Geen deelname | Geen deelname | Geen deelname | Geen deelname | Geen deelname | Geen deelname | Geen deelname |
| 2001 | Geen deelname | Geen deelname | Geen deelname | Geen deelname | Geen deelname | Geen deelname | Geen deelname |
| 2002 | Geen deelname | Geen deelname | Geen deelname | Geen deelname | Geen deelname | Geen deelname | Geen deelname |
| 2003 | Geen deelname | Geen deelname | Geen deelname | Geen deelname | Geen deelname | Geen deelname | Geen deelname |
| 2004 | Geen deelname | Geen deelname | Geen deelname | Geen deelname | Geen deelname | Geen deelname | Geen deelname |
| 2005 | 27            | Alen Čadež    | 8             | 0             | 8             | 29            | 88            |
| 2006 | 25            | Alen Čadež    | 9             | 2             | 7             | 51            | 73            |
| 2007 | 20            | Alen Čadež    | 6             | 3             | 3             | 36            | 41            |

| Jaar | Plaats | Skip               | WG | W  | V | PV | PT |
| ---- | ------ | ------------------ | -- | -- | - | -- | -- |
| 2008 | 25     | Alen Čadež         | 8  | 2  | 6 | 46 | 55 |
| 2009 | 23     | Alen Čadež         | 9  | 3  | 6 | 43 | 86 |
| 2010 | 24     | Mladen Domazetović | 6  | 0  | 6 | 25 | 77 |
| 2011 | 26     | Alen Čadež         | 7  | 0  | 7 | 27 | 67 |
| 2012 | 16     | Alen Čadež         | 15 | 11 | 4 | 92 | 68 |
| 2013 | 22     | Alen Čadež         | 7  | 2  | 5 | 35 | 41 |
| 2014 | 17     | Alen Čadež         | 6  | 3  | 3 | 37 | 40 |
| 2015 | 25     | Alen Čadež         | 9  | 2  | 7 | 51 | 80 |
| 2016 | 33     | Robert Mikulandrić | 10 | 2  | 8 | 63 | 99 |
| 2017 | 30     | Alen Čadež         | 8  | 3  | 5 | 50 | 63 |
| 2018 | 31     | Alberto Skendrović | 7  | 1  | 6 | 22 | 80 |
| 2019 | 32     | Ante Baus          | 9  | 2  | 7 | 48 | 79 |
| 2021 | 30     | Ante Baus          | 9  | 3  | 6 | 44 | 66 |
| 2022 | 28     | Alen Čadež         | 8  | 4  | 4 | 49 | 53 |
| 2023 | 29     | Alberto Skendrović | 7  | 2  | 5 | 31 | 53 |
| 2024 | 29     | Ante Baus          | 7  | 3  | 4 | 29 | 38 |
| 2025 | 32     | Alberto Skendrović | 8  | 2  | 6 | 40 | 66 |

Andorra · Australië · België · Bosnië en Herzegovina · Brazilië · Bulgarije · Canada · China · Chinees Taipei · Denemarken · Duitsland · Engeland · Estland · Filipijnen · Finland · Frankrijk · Georgië · Griekenland · Groot-Brittannië · Guyana · Hongarije · Hongkong · Ierland · IJsland · India · Israël · Italië · Jamaica · Japan · Kazachstan · Kenia · Kirgizië · Kroatië · Letland · Liechtenstein · Litouwen · Luxemburg · Mexico · Nederland · Nieuw-Zeeland · Nigeria · Noorwegen · Oekraïne · Oostenrijk · Polen · Portugal · Puerto Rico · Qatar · Roemenië · Rusland · Saoedi-Arabië · Schotland · Servië · Slovenië · Slowakije · Spanje · Thailand · Tsjechië · Tsjecho-Slowakije · Turkije · Verenigde Staten · Wales · Wit-Rusland · Zuid-Korea · Zweden · Zwitserland